# Magyarország a 2000-es rövid pályás úszó-világbajnokságon
Magyarország a görögországi Athénban megrendezett 2000-es rövid pályás úszó-világbajnokság egyik részt vevő nemzete volt.

## Érmesek
| Érem      | Versenyző     | Versenyszám | Dátum       |
| --------- | ------------- | ----------- | ----------- |
| Aranyérem | Szabados Béla | 200 m gyors | március 16. |

## Eredmények
Férfi
| Versenyző     | Versenyszám | Előfutam | Előfutam | Előfutam | Elődöntő | Elődöntő | Elődöntő | Döntő   | Döntő    |
| Versenyző     | Versenyszám | Idő      | Hely.    | Össz.    | Idő      | Hely.    | Össz.    | Idő     | Helyezés |
| ------------- | ----------- | -------- | -------- | -------- | -------- | -------- | -------- | ------- | -------- |
| Szabados Béla | 100 m gyors | 49,51    | 6.       | 19.      | kiesett  | kiesett  | kiesett  | kiesett | kiesett  |
| Szabados Béla | 200 m gyors | 1:46,19  | 1.       | 2.       |          |          |          | 1:45,27 |          |
| Szabados Béla | 400 m gyors | 3:48,66  | 3.       | 9.       |          |          |          | kiesett | kiesett  |